# Rambergsskolan
Rambergsskolan, är en skolbyggnad vid Övre Hallegatan 1 i stadsdelen Brämaregården på Hisingen i Göteborg. Byggnaden ligger precis nordost om Ramberget, och stod klar i augusti 1916 efter ritningar av arkitekterna Arvid Bjerke och Ragnar Ossian Swensson. Kostnaden uppgick till 535 000 kronor, antalet klassrum var 27 och antalet barn (1957) var 1 007.
Rambergsskolan består av två huvudbyggnader, sammanbyggda med en lägre mellandel. De är uppförda i nationalromantisk stil i rödbrunt tegel och med detaljer i granit. I huvudentrén finns välbevarade takmålningar. På skolgården, som omges av en naturstensmur, ligger en vaktmästarbostad av trä.